# Matthieu Ricard
Matthieu Ricard (nascido em 1946, na França) é um monge budista que reside no Monastério Shechen Tennyi Dargyeling, no Nepal.
Nascido em Aix-les-Bains, Savoia, é filho do renomado filósofo francês Jean-François Revel (nascido Jean-François Ricard), e cresceu em meio às ideias e personalidades dos círculos intelectuais da França de então. Sua primeira viagem à Índia ocorreu em 1967.
Trabalhou para obter um Ph.D. em genética molecular no Instituto Pasteur. Após completar sua tese de doutorado, em 1972, Ricard decidiu abandonar sua carreira científica e se concentrar na prática do Budismo Tibetano. Viveu no Himalaia estudando com Kangyur Rinpoche e outros grandes mestres da tradição, e se tornou o estudante próximo e assistente de Dilgo Khyentse Rinpoche até sua morte em 1991. Desde então, Dr. Ricard tem se dedicado a realizar a visão de Khyentse Rinpoche.
As fotografias de Ricard dos mestres espirituais, paisagens e das pessoas dos Himalaias tem aparecido em numerosos livros e revistas. Henri Cartier-Bresson disse de seu trabalho, "A vida espiritual de Matthieu e sua câmera são uma coisa só, da qual jorra essas imagens, efêmeras e eternas".
Ele é o autor e fotógrafo de "Tibet, An Inner Journey" e de "Monk Dancers of Tibet" e, como colaborador, dos livros fotográficos "Buddhist Himalayas", "Journey to Enlightenment" e, mais recentemente, de "Motionless Journey: From a Hermitage in the Himalayas". É tradutor de numerosos textos budistas, incluindo "The Life of Shakbar".
O diálogo com seu pai, o filósofo Jean-François Revel, "The Monk and the Philosopher", foi um best-seller na Europa e foi traduzido em 21 línguas, enquanto "The Quantum and the Lotus" (co-autoria com Trinh Xuan Thuan) reflete seu interesse em ciência e Budismo. Seu livro de 2003, "Plaidoyer pour le bonheur", publicado em inglês em 2006 com o título de "Happiness: A Guide to Developing Life's Most Important Skill", explora o significado e realização da felicidade e foi um grande best-seller na França.
Ele foi honrado como a "pessoa mais feliz do mundo", pela mídia popular. Matthieu Ricard foi um participante voluntário em um estudo produzido pela Universidade de Wisconsin–Madison sobre a felicidade, atingindo significativamente muito além da média, depois de testes com centenas de outros voluntários.
Membro do Instituto Mente e Vida, que se devota a gerar encontros e pesquisas colaborativas entre cientistas e eruditos e meditadores budistas, suas contribuições apareceram em "Destructive Emotions" (editado por Daniel Goleman)e outros livros de artigos. Ele está engajado na pesquisa dos efeitos do treinamento da mente no cérebro, nas universidades de Madison-Wisconsin, Princeton e Berkeley.
Recebeu a Ordem Nacional Francesa do Mérito por seu trabalho humanitário no Oriente. Nos últimos anos, Dr. Ricard dedicou seus esforços e cedeu  parte de seus direitos autorais  a vários projetos de caridade na Ásia, incluindo a construção e manutenção de clínicas, escolas e orfanatos. Desde 1989, ele tem sido o intérprete em francês do Dalai Lama.

## Ensinamentos e manifestações
Matthieu Ricard foi palestrante nas conferências do World Happiness Forum, ocorridas em Sidnei, Londres, San Francisco e Singapura.

## Curiosidades
Em 2012, pesquisadores da Universidade de Wisconsin, nos Estados Unidos, declararam que ele era o homem mais feliz do mundo. O grupo de cientistas constatou que o cérebro dele produz um nível de ondas gama nunca antes relatado no campo da neurociência. O estudo revelou que, graças à meditação, ele tem uma capacidade incrivelmente anormal de sentir felicidade e uma propensão reduzida para a negatividade.